# أزمة الرهن العقاري في الولايات المتحدة 2010
تشير أزمة الرهن في الولايات المتحدة لعام 2010 -التي يشار إليها أحيانًا باسم بوابة الرهن أو منع الرهن- إلى انتشار وباء حبس الرهن غير الأخلاقي الذي بدأته البنوك الكبرى وغيرها من المقرضين. غُطيت أزمة حبس الرهن على نطاق واسع من قبل المصادر الإخبارية بدءًا من أكتوبر 2010، واستجابت العديد من البنوك الكبرى -ومنها Bank of America وJP Morgan وWells Fargo وCitigroup- بوقف إجراءات حبس الرهن مؤقتًا في بعض الولايات أو جميعها. تسببت أزمة حبس الرهن في خوف كبير من المستثمرين في الولايات المتحدة، وربطت دراسة نشرت عام 2014 في المجلة الأمريكية للصحة العامة بين أزمة الرهن وزيادة معدلات الانتحار.
وقد تلقت أسرة واحدة من كل 248 أسرة في الولايات المتحدة إشعارًا بحبس الرهن في سبتمبر 2012، وفقًا لشركة RealtyTrac.

## جدل التوقيع الآلي
«توقيع آلي»، هو مصطلح يستخدمه المدافعون عن المستهلك لوصف عملية الختم المطاطي للإنتاج الضخم للتنفيذ الكاذب والمزيف لتخصيصات الرهن العقاري، والرضا، والإفادات الخطية، والمستندات القانونية الأخرى المتعلقة بحبس الرهن العقاري والمسائل القانونية التي ينشئها الأشخاص دون معرفة الحقائق التي يشهد عليها. ويشمل أيضًا اتهامات احتيال كاتب العدل، إذ يقوم الموثقون قبل و/أو بعد توثيق الشهادات الخطية والتوقيعات لما يسمى بالموقِّعين الآليين.
في 21 أكتوبر 2010، ذكرت صحيفة وول ستريت جورنال أن محاميا دعاة حبس الرهن توماس آيس وماثيو ويدنر كانا يناقشان شهادة إيداع موظفي شركة الرهن العقاري؛ وذكر ويدنر: «كنت أنا وتوم نتحدث، وكان على فجأة يا إلهي، إنهم مثل الروبوتات!". في عام 2009، أشار توماس كوكس المحامي في ولاية ماين إلى الممارسة واسعة النطاق للتوقيع الآلي في الترسبات المأخوذة من جيفري ستيفان من GMAC وغيرهم من الموقعين الآليين.
أفادت منافذ الأخبار أنه في 14 سبتمبر 2010، شهد جيفري ستيفان أنه وقع على إقرارات خطية لم يراجعها بالفعل نيابة عن Ally Financial، وأدى هذا الكشف إلى زيادة التدقيق في وثائق حبس الرهن. كانت هذه الممارسة شائعة على ما يبدو في مجال الرهن العقاري. في الأسابيع التي أعقبت الكشف عن توقيع الروبوت، تعرضت البنوك الكبرى الأخرى لانتقادات شديدة لتوظيفها موقعين آليين أيضًا، متضمنةً JPMorgan Chase وBank of America.
في خريف عام 2010، قام المقرضون الرئيسيون في الولايات المتحدة، مثلJP Morgan Chase، و Ally Financial (المعروفة سابقًا باسم GMAC)، و Bank of America بتعليق عمليات حبس الرهن القضائي وغير القضائي في جميع أنحاء الولايات المتحدة بسبب الممارسة الاحتيالية المحتملة للتوقيع الآلي.
في 21 سبتمبر 2010، نشرت HousingWire مقالًا يشير إلى وجود عيوب في الشهادات الخطية المستخدمة في بعض حالات حبس الرهن في Ally Financial، المعروفة سابقًا باسم GMAC Mortgage. قال مارجري جولانت، من شركة Golant & Golant، وهي شركة قانونية لحبس الرهن في بوكا راتون، ولاية فلوريدا، في مقابلة مع مراسل HousingWire جون بريور: «هذا الوضع مع GMAC لا يقتصر على GMAC»، وأضاف: «جميع مقدمي خدمات الرهن العقاري يفعلون الشيء نفسه. لديهم أشخاص إما في الداخل أو من خلال متعهدين خارجيين نسميهم موقعين الآليين. إنهم يقومون بالتوقيع على كل شيء في الأفق، ولكن النظام القانوني يتطلب أن يعرفوا المعلومات بالفعل».
في 18 يوليو 2011، أصدرت وكالتا أسوشيتد برس ورويترز تقريرين يفيدان أن توقيع الروبوت لا يزال يمثل مشكلة رئيسية في قاعات المحاكم الأمريكية في جميع أنحاء أمريكا. عرّف AP توقيع الآلي بأنه «مجموعة متنوعة من الممارسات. يمكن أن يعني أن مديرًا تنفيذيًا مؤهلًا في مجال الرهن العقاري يوقع على مستند شهادة رهن عقاري دون التحقق من المعلومات. ويمكن أن يعني أن شخصًا ما زوّر توقيع مسؤول تنفيذي، أو أن موظفًا من المستوى الأدنى يوقع أو اسمها الخاص بعنوان مزيف. يمكن أن يعني عدم الامتثال لإجراءات كاتب العدل. في جميع هذه الحالات، ويتضمن توقيع الروبوت أشخاصًا يوقعون المستندات ويقسمون على دقتها دون التحقق من أي من المعلومات».

## دور منظمة التسجيل الإلكتروني للرهن العقاري (MERS)
أنظمة التسجيل الإلكتروني للرهن العقاري، المعروفة باسم MERS، وهي شركة مملوكة للقطاع الخاص تدير سجلًا إلكترونيًا مصممًا لتتبع حقوق الخدمة وملكية قروض الرهن العقاري في الولايات المتحدة. منذ أزمة عام 2010، احتُفظ بنحو 62 مليون قرض عقاري باسم MERS، وMERS قد بدأت الآلاف من حالات حبس الرهن العقاري في الولايات المتحدة، مدعيًا أنه المرتهن المسجل.
جادل المحامون في المحكمة بأن MERS ليس لها حق قانوني في الشروع في حبس الرهن، لأن MERS لا تملك القروض المعنية. تنص قوانين الإقراض الأمريكية على أن مالك القرض فقط هو من يمكنه الشروع في حبس الرهن. الدعاوى القضائية الجماعية ضد MERS معلقة في ولايات كاليفورنيا ونيفادا وأريزونا. تظل محاكم الولايات منقسمة بشدة حول مدى ملاءمة هذه الممارسة. حكمت المحاكم العليا في ولايات مين وأركنساس وكانساس ضد حق MERS في رفع دعوى حبس الرهن. ومع ذلك، فقد كسبت MERS قضايا أمام المحاكم في ولايات أخرى مثل ميشيغان،  مؤكدة على حقها في بدء حبس الرهن العقاري في تلك الولايات. مثلًا، قضت محكمة الاستئناف بالمقاطعة الثالثة في فلوريدا، في عام 2007، بأنه «من الواضح -نحن نعتقد- أنه لا توجد حقوق أو التزامات أو دفاعات تتأثر باستخدام شركة MERS، لذلك لا يوجد سبب يوجب على الشكل فقط أن يتغلب على المادة المفيدة المتمثلة في السماح باستخدام هذه الوسائل التجارية الفعالة من الناحية التجارية».